# 오리지널 애니메이션
오리지널 애니메이션은 타 매체의 작품을 2차 창작하지 않은 순수 창작 애니메이션을 이른다.

## 개요
애니메이션은 소설이나 만화, 서브 컬처 등에서 인기를 얻은 작품 중 제작사를 거쳐 만들어지는 경우가 있는데, 이것이 대한민국에서는 애니메이션화 또는 애니화로, 일본에서는 아니메카(일본어: アニメ化)라 통용된다. 오리지널 애니메이션은 이러한 애니메이션화 없이, 작품의 주제작사가 직접 기획하고 제작한 애니메이션이다.
오리지널 애니메이션에 대한 기준은 원화나 채색 등에 하도급 업체가 관여했는지로 판단될 수 있으나, 일반적이고 통용적인 기준은 제작사가 직접 기획을 담당했는지에 달려있다고 할 수 있다.

## 목록

### TV 애니메이션
- 저스트 비코즈
- 타다군은 사랑을 하지 않는다
- 《신비아파트》

## 같이 보기
- 오리지널 비디오 애니메이션